# 三本橋

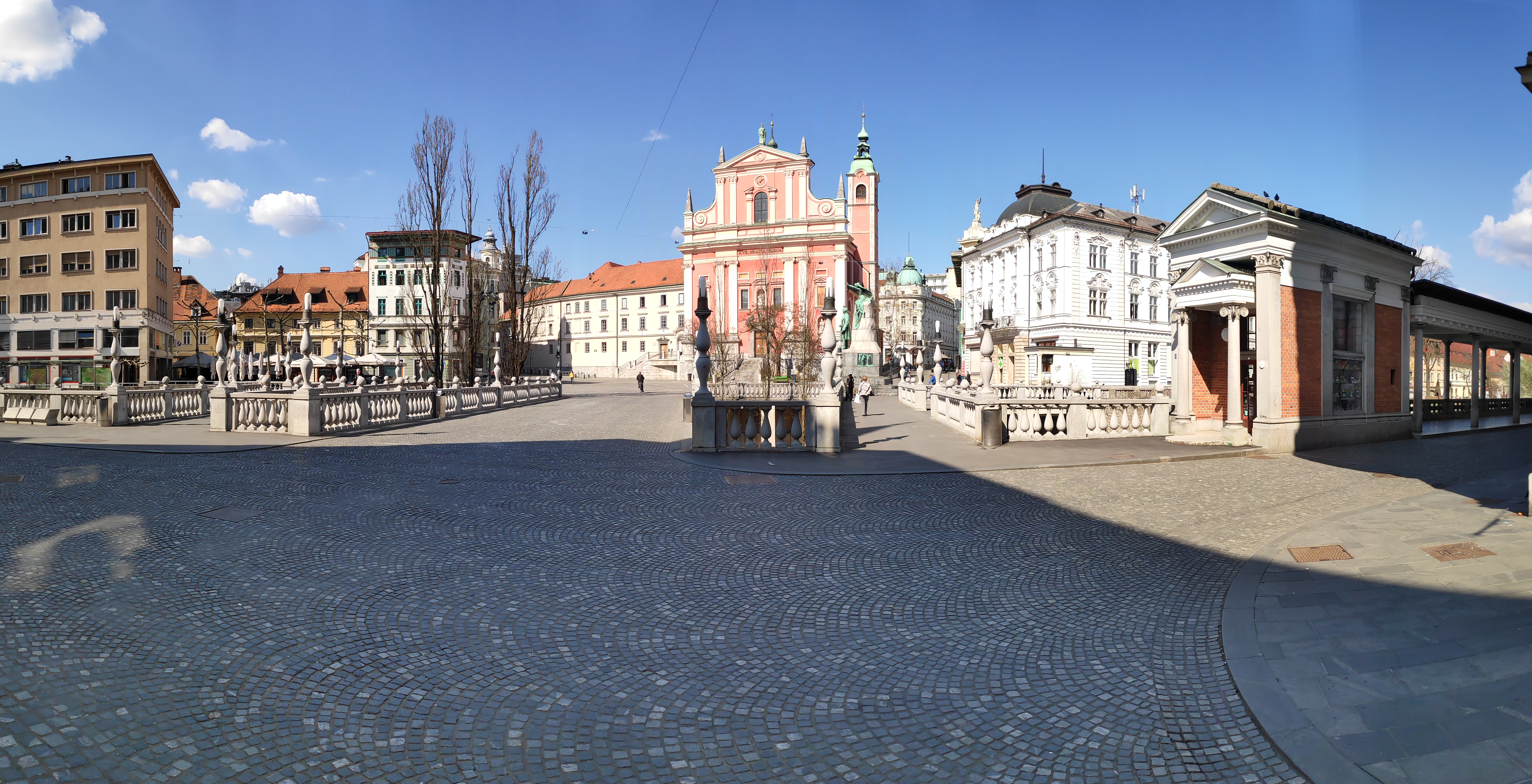
新型コロナウイルス感染症流行の影響を受けて閑散としている三本橋（2020年3月）

三本橋（さんぼんばし、Tromostovje、トロモストウイエ）は、リュブリャニツァ川に架かっている橋であり、スロベニアの首都リュブリャナのシンボルの1つである。リュブリャナ中心地に位置する。
1280年からこの位置に木製の橋が架けられていた。そして1657年の火災の後、再建された。この橋は、1842年にイタリア人の建築家ジョバンニ・ピッコによって設計された新しい橋に取り替えられた。
ジョバンニ・ピッコが設計した石のアーチ橋は中央部に設けられている。そして、1929年にスロベニア人の建築家ヨジェ・プレチュニック(1872 - 1957)歩行者専用の橋を両側に付け加える設計をした。この設計では中央と両側、計3本の橋があるので三本橋と呼ばれるようになった。この仕事は1932年に完成された。2021年に「リュブリャナのヨジェ・プレチュニック作品群 人を中心とした都市計画」の構成資産として世界文化遺産に登録された。